# Tomie
Tomie (japanska: 富江) är en japansk skräckmanga skriven och illustrerad av Junji Ito. Den handlar om en mystisk, vacker kvinna vid namn Tomie Kawakami. Mangan var Itos första publicerade verk, som han ursprungligen skickade in till shōjo-tidningen Monthly Halloween 1987, vilket ledde till att han vann Kazuo Umezu-priset. 
Tomie har hittills adapterats till en live-actionfilmserie med nio delar, en antologiserie som släpptes 1999 och en serie tänkt för streaming som var under utveckling för Quibi, något som aldrig blev av då tjänsten lades ner.

## Handling
Tomie Kawakami, som kännetecknas av sitt glansiga svarta hår och sin skönhetsfläck under vänstra ögat, beter sig oftast som en succuba och besitter en hemlig kraft som gör att alla män förälskar sig i henne. Genom sin blotta närvaro eller genom psykologisk och emotionell manipulation driver hon dessa människor till svartsjukt raseri som ofta leder till brutala våldshandlingar. Män dödar varandra för hennes skull, och kvinnor drivs också till vansinne – även om det finns några få som är starka nog att motstå hennes kraft. Tomie dödas oundvikligen gång på gång, bara för att återuppstå och sprida sin förbannelse till andra offer, vilket gör henne praktiskt taget odödlig. Hennes ursprung förklaras aldrig, även om vissa äldre män i serien antyder att hon har funnits långt före händelserna som sker i mangan.
Varje berättelse visar olika karaktärer som möter Tomie i hennes många (ofta ohyggliga) former, varav vissa av dessa karaktärer återkommer i senare kapitel. Tomies regenerativa förmågor (som delvis drivs av kannibalism och assimilering) visas också upp: förutom att hon snabbt kan regenerera sig från till synes dödliga sår, kan hon också replikera sig själv genom att på ett onaturligt sätt växa ut från vartsomhelst från kroppen, vare sig det är från avhuggna lemmar, organ eller till och med hennes blod. Strålning påskyndar hennes läknings-/regenereringsprocess. 
Hennes celler kan också förvandla ett offer till en Tomie-kopia via en organtransplantation. Flera karaktärer drivs till och med att lemlästa hennes lik, vilket oavsiktligt gör att fler kopior av Tomie växer och sprids över hela världen. Till och med hennes hårstrån är farliga, eftersom de gräver sig in i offrens hjärnor för att ta dom i besittning och så småningom döda dem när de växer vilt inuti kroppen. Det visas också att även om Tomies kropp inte är skadad så kommer hennes kropp att försöka få en annan Tomie att växa genom tumörliknande utväxter, som syns vanligtvis när hon är emotionellt stressad. Vissa kopior av Tomie tål dock inte varandra; en kopia ses döda en annan, medan andra beordrar det genom pojkarna de förför. Eld är den enda kända metoden för att förstöra en Tomie för gott, men bara om köttet är helt förkolnat.
Nästa berättelse i mangan, som börjar som en prequel, avslöjar att en liten flicka kan växa upp till en Tomie genom en blodinjektion och att hon också kan åldras om hon ännu inte har kopierat sig själv. Mannen som ansvarar för dessa injektioner –  en supermodell som vanärades av en Tomie i sitt förflutna – söker hämnd genom att göra en av dessa ”naturliga” Tomies gammal och ful. Han lyckas stänga in en Tomie vid namn ”Ayaka” i ett cementblock med hjälp av Ayakas äldre syster. De två väntar sedan i många år – och hör oändligt hennes plågade skrik – innan de slutligen bryter upp blocket och det visar sig att Tomie på något sätt har rymt genom en liten spricka, och att hennes uppenbara jämmer inte var något annat än vinden som blåste genom det ihåliga blocket.

## Publicering
Tomie publicerades av Asahi Sonorama som en serie i mangamagasinet Monthly Halloween från 1987 till 2000. Tomie fick en inbunden volym i februari 1996 med titeln Tomie no kyōfu gaka (富江の恐怖 画家, lit. Tomie of Fear: Painter).
Två volymer av Tomie samlades i serien The Junji Ito Horror Comic Collection. Asahi Sonorama släppte en samlingsvolym i februari 2000 med titeln Tomie Zen (富江 (全)). ComicsOne släppte båda volymerna den 1 april 2001, med vända konstverk (läses från vänster till höger).
En till serie med titeln Atarashī Tomie (新しい富江, New Tomie) publicerades i Nemuki och samlades i en enda inbunden volym med titeln Tomie Again: Tomie Part 3 (富江Again―富江 Part3) som släpptes i mars 2001. Tomie släpptes igen som en del av serien The Junji Ito Museum of Horror (伊藤潤二恐怖博物館).  Denna version släpptes också i två volymer med tillägg av kapitlen som ursprungligen släpptes i Tomie Again. Dark Horse Comics släppte denna version i sitt ursprungliga format, där man läser från höger till vänster.
Asahi Sonorama återutgav mangaserien igen i två volymer som en del av Junji Ito Masterpiece Collection (伊藤潤二傑作集, Itō Junji Kessaku-shū) den 20 januari 2011.
Viz Media utannonserade sin licens för serien den 26 mars 2016. De publicerade Tomie som en enda inbunden volym, ungefär likadant som deras utgåvor av Gyo och Uzumaki - Spiralerna.

## Adaptioner
Tomie har adapterats till en serie japanska skräckfilmer som släpptes mellan 1998 och 2011. Hittills finns det nio filmer i serien. I anime-serien Junji Ito Collection från 2018 fanns två avsnitt där Tomie var huvudpersonen, och i Junji Ito Maniac: Japanese Tales of the Macabre från 2023 fanns ytterligare ett avsnitt med Tomie. De flesta av berättelserna utspelar sig under natten för att skapa en kuslig stämning, och filmerna följer i allmänhet samma mönster.
Det finns många likheter, men också skillnader, mellan filmen och mangaserien. Till exempel är hennes ögon silverfärgade i böckerna, men bruna i filmerna (i vissa mangakapitel är hennes hår inte svart utan blont eller brunt); i filmerna är Tomies sexualitet också mer tvetydig. I mangaserien verkar Tomies inställning till kvinnor variera mellan knappt dold fientlighet och ren mordisk ilska (om hon inte kan dra nytta av sagda kvinnor), medan filmversionen är känd för att förföra både kvinnor och män, och i många av filmerna blir hon faktiskt vän med en ensam flicka, även om deras vänskap tenderar att ha lesbiska undertoner.
I juli 2019 tillkännagavs att Alexandre Aja skulle utveckla en tv-serie baserad på Tomie för kanalen Quibi, i samarbete med Sony Pictures Television och Universal Content Productions, med David Leslie Johnson-McGoldrick som manusförfattare/exekutiv producent och Hiroki Shirota som medproducent. I juli 2020 tillkännagavs att Adeline Rudolph hade fått rollen som Tomie.
I oktober 2020 meddelades att Quibi skulle stängas ner den 1 december 2020, vilket lämnade seriens öde ovisst.

## Mottagande
Junji Ito vann 1989 års Kazuo Umezu-pris för Tomie. Sedan dess har mangaserien fått en kultstatus och hyllas fortfarande av både fans och kritiker.